# Цариград (Молдова)
Цариград (рум. Țarigrad) — село в Дрокиевском районе Молдавии. Относится к сёлам, не образующим коммуну.

## География
Село расположено на высоте 177 метров над уровнем моря.

## История
Село впервые упоминается в 1795 году под названием Корбу. В различные годы также называлось Валя Цариградулуй, Цареград. В XIX веке село принадлжеало барону Е. Г. Гинцбургу. С 1945 по 1990 год носило название Главан в честь своего уроженца участника советской подпольной антифашистской комсомольской молодёжной организации «Молодая гвардия» Бориса Главана. В 1990 году селу было присвоено нынешнее название.

## Население
По данным переписи населения 2004 года, в селе Цариград проживает 4655 человек (2246 мужчин, 2409 женщин).
Этнический состав села:
| Национальность | Число жителей | Процентный состав |
| -------------- | ------------- | ----------------- |
| молдаване      | 4594          | 98.69             |
| украинцы       | 23            | 0.49              |
| русские        | 20            | 0.43              |
| румыны         | 10            | 0.21              |
| цыгане         | 6             | 0.13              |
| гагаузы        | 1             | 0.02              |
| прочие         | 1             | 0.02              |
| Всего          | 4655          | 100 %             |